# Wigtoft
Wigtoft är en ort och civil parish i Storbritannien.   Den ligger i grevskapet Lincolnshire och riksdelen England, i den sydöstra delen av landet, 160 km norr om huvudstaden London. Wigtoft ligger 5 meter över havet och antalet invånare är 479.
Terrängen runt Wigtoft är mycket platt. Runt Wigtoft är det ganska tätbefolkat, med 108 invånare per kvadratkilometer. Närmaste större samhälle är Boston, 9,9 km nordost om Wigtoft. Trakten runt Wigtoft består till största delen av jordbruksmark.